# КК Ритас
КК Ритас (енгл. BC Rytas) литвански је кошаркашки клуб из Вилњуса. У сезони 2022/23. такмичи се у Литванској кошаркашкој лиги и у ФИБА Лиги шампиона.
Клуб је основан 1964. под називом Statyba Vilnius, а 1997. пошто су литванске новине Лијетувос Ритас купиле Statyba Vilnius, клуб је променио име у своје данашње. Своје утакмице клуб игра у Сименс арени у Вилњусу, капацитета 10.000 гледалаца. Боје клуба су црвена, бела и црна.

## Успеси

### Национални
- Првенство Литваније:
  - Првак (7): 2000, 2002, 2006, 2009, 2010, 2022, 2024.
  - Вицепрвак (17): 1999, 2001, 2003, 2004, 2005, 2007, 2008, 2011, 2012, 2013, 2015, 2018, 2019, 2020, 2021, 2023, 2025.
- Куп Литваније / Куп краља Миндовга:
  - Победник (5): 1998, 2009, 2010, 2016, 2018.
  - Финалиста (7): 2007, 2008, 2011, 2014, 2015, 2018, 2020.

### Међународни
- Еврокуп:
  - Победник (2): 2005, 2009.
  - Финалиста (1): 2007.
- Балтичка лига:
  - Победник (2): 2006, 2007, 2009.
  - Финалиста (4): 2005, 2008, 2010, 2012.
- ВТБ јунајтед лига:
  - Треће место (1): 2012.

## Учинак у претходним сезонама
| Сез.     | Првенство Литваније | Куп Литваније | Регионално такмичење            | Европско такмичење                    |
| -------- | ------------------- | ------------- | ------------------------------- | ------------------------------------- |
| 2012/13. | Вицепрвак           | —             | ВТБ јунајтед лига — Групна фаза | Евролига — Топ 24                     |
| 2013/14. | Полуфинале ПО       | Финалиста     | ВТБ јунајтед лига — Полуфинале  | Евролига — Топ 24                     |
| 2013/14. | Полуфинале ПО       | Финалиста     | ВТБ јунајтед лига — Полуфинале  | Еврокуп — Осмина финала               |
| 2014/15. | Вицепрвак           | Финалиста     | —                               | Еврокуп — Осмина финала               |
| 2015/16. | Полуфинале ПО       | Победник      | —                               | Еврокуп — Прва групна фаза            |
| 2016/17. | Полуфинале ПО       | Четвртфинале  | —                               | Еврокуп — Топ 16                      |
| 2017/18. | Вицепрвак           | Финалиста     | —                               | Еврокуп — Топ 16                      |
| 2018/19. | Вицепрвак           | Победник      | —                               | Еврокуп — Четвртфинале                |
| 2019/20. | Вицепрвак           | Финалиста     | —                               | Еврокуп                               |
| 2020/21. | Вицепрвак           | Четвртфинале  | —                               | ФИБА Лига шампиона — Прва групна фаза |
| 2021/22. | Првак               | 3. место      | —                               | ФИБА Лига шампиона — Топ 16           |
| 2022/23. | Вицепрвак           | 4. место      | —                               | ФИБА Лига шампиона — Топ 16           |
| 2023/24. | Првак               | 3. место      | —                               | ФИБА Лига шампиона — Прва групна фаза |

## Познатији играчи
| - Арон Бејнс - Милко Бјелица - Јанис Блумс - Дејан Боровњак - Јонас Валанчијунас - Мартинас Гецевичијус - Андреас Глинијадакис - Томас Делининкајтис - Чак Ејдсон - Томислав Зубчић - Робертас Јавтокас - Симас Јасаитис - Шарунас Јасикевичијус | - Стеван Јеловац - Горан Јеретин - Антанас Кавалијаускас - Римантас Каукенас - Иван Кољевић - Омар Кук - Кшиштоф Лавринович - Арвидас Мацијаускас - Игор Милошевић - Немања Недовић - Метју Нилсен - Гедиминас Орелик - Милтон Паласио | - Хуан Паласиос - Бојан Поповић - Леон Радошевић - Тајрис Рајс - Александар Рашић - Лоренс Робертс - Предраг Самарџиски - Реналдас Сејбутис - Даријус Сонгајла - Миленко Тепић - Фредерик Хаус - Млађан Шилобад - Рамунас Шишкаускас |

## Познатији тренери
- Владе Ђуровић
- Римас Куртинајтис
- Александар Петровић
- Змаго Сагадин
- Невен Спахија
- Александар Трифуновић
- Александар Џикић